# Crypte Notre-Dame-des-Champs
La crypte Notre-Dame-des-Champs, dite crypte de Saint-Denis, crypte Notre-Dame des Champs au Carmel du faubourg Saint-Jacques,, ou crypte du Carmel,,, est une crypte située sous le parking souterrain de l'immeuble au numéro 14bis rue Pierre-Nicole dans le 5e arrondissement de Paris. Dans la tradition populaire la crypte est considérée comme le lieu des premières conversions faites par saint Denis.